# مستقبلات الأستيل كولين النيكوتينية

أسيتيل كولين

نيكوتين

مُستَقبِلات الأسِتيل كولين النيكوتينية (بالإنجليزية: Nicotinic acetylcholine receptor)‏، وتسمى اختصارا  nAChRs3 هي مُستقبلِات متعددة البيبتيدات تستجيب للناقل العصبي أستيل كولين. تستجيب مستقبِلات النيكوتين أيضًا لعقاقير مثل ناهض النيكوتين. توجد في الجهاز العصبي المركزي والمحيطي والعضلات والعديد من الأنسجة الأخرى للعديد من الكائنات الحية. عند الموصل العصبي العضلي هُم المُستقبل الأساسي في العضلات للتواصل العضلي العصبي الحركي الذي يتحكم في انقباض العضلات. في الجهاز العصبي المحيطي: (1) ينقلون الإشارات الصادرة من قبل المشبكي إلى الخلايا ما بعد المشبكي داخل الجهاز العصبي الوُدي والجهاز العصبي اللاوُدي. و(2) هم المستقبلات الموجودة في العضلات الهيكلية التي تستقبل الأسيتيل كولين الذي يتم إطلاقه للإشارة إلى الانقباض العضلي. في جهاز المناعة تنظم مستقبلات الأستيل كولين النيكوتينية العمليات الالتهابية والإشارة من خلال مسارات متميزة داخل الخلايا. في الحشرات، يقتصر الجهاز الكوليني على الجهاز العصبي المركزي.
تعتبر مستقبلات النيكوتين مستقبلات كولينية، لأنها تستجيب للأسيتيل كولين. تحصل مستقبلات النيكوتين على اسمها من النيكوتين الذي لا يحفز مستقبلات الأستيل كولين المسكارينية، ولكنه يرتبط بشكل انتقائي بمستقبلات النيكوتين بدلاً من ذلك. وبالمثل، فإن مستقبل الأسيتيل كولين المسكاريني حصل على اسمه من مادة كيميائية ترتبط بشكل انتقائي بهذا المستقبل - المسكارين. الأسيتيل كولين نفسه يرتبط بمستقبلات الأستيل كولين المسكارينية والنيكوتين.
كمستقبلات شاردية التأثير، ترتبط مستقبلات أسيتيل كولين النيكوتني مباشرة بالقنوات الأيونية. تشير الدلائل الجديدة إلى أن هذه المستقبلات يمكنها أيضًا استخدام ناقل ثانٍ (كما تفعل المستقبلات الأيضية) في بعض الحالات.
نظرًا لأن مستقبلات النيكوتين تساعد في نقل الإشارات الصادرة للجهاز العصبي الوُدي واللاوُدي، فإن مضادات مستقبلات النيكوتين مثل هيكساميثونيوم تتداخل مع إرسال هذه الإشارات. وهكذا، على سبيل المثال: تتداخل مضادات مستقبلات النيكوتين مع المنعكس الضغطي  الذي يصحح عادة التغيرات في ضغط الدم عن طريق التحفيز الوُدي واللاوُدي للقلب.

## تركيب

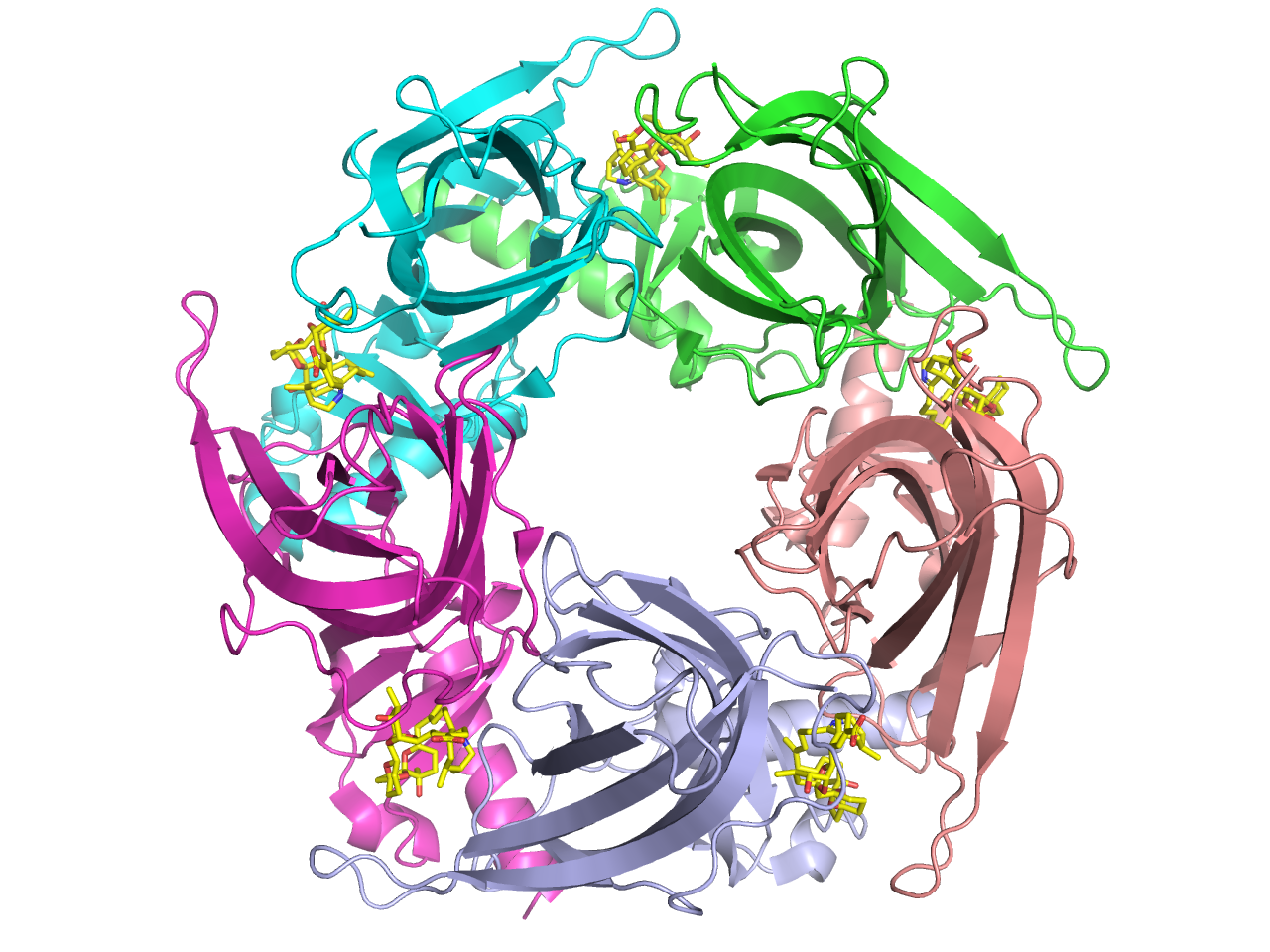
تركيب مُستقبلات النيكوتين

تتكون المستقبلات النيكوتينية التي تبلغ كتلتها الجزيئية 290 كيلودالتون من خمس وحدات فرعية مرتبة بشكل متناظر حول مسام مركزي. وتمتلك أوجه التشابه مع مستقبلات مستقبلات غابا-أ, مستقبلات الجليسين، ومستقبلات السيروتونين نوع 3، ومستقبلات حلقية سيستئين.
في الفقاريات، يتم تصنيف مستقبلات النيكوتين على نطاق واسع إلى نوعين فرعيين على أساس مواقع التعبير الأساسية: مستقبلات النيكوتينية من نوع العضلات، والمستقبلات النيكوتينية من نوع الخلايا العصبية. وتكون الوحدات الفرعية لكلا النوعينين متشابهة جدا مع بعضها البعض، وخاصة في المناطق الكارهة للماء.
وقد وفر المجهر الإلكتروني ودراسات التصوير البلوري بالأشعة السينية معلومات هيكلية عالية الدقة للغاية لمُستَقبلات أسيتيل كولين النيكوتين نوعي العضلات والخلايا العصبية ومجالاتها الملزمة.

## الارتباط بالمُستَقبِل
كما هو الحال مع جميع قنوات الأيونات المسورة، فإن فتح مسام قناة مستقبل أسيتيل كولين النيكوتين يتطلب ربط ناقل كيميائي. تستخدم عدة مصطلحات مختلفة للإشارة إلى الجزيئات التي تربط المستقبلات، مثل ربيطة أو ناهض أو ناقل. ناهضات مستقبل أسيتيل كولين النيكوتين تشمل النيكوتين، والكولين. أما المضادات النيكوتينية التي تمنع مستقبلات الميكميلامين، ديهيدرو β-الإريثرويدين، والهيكساميثونيوم.
في مستقبل أسيتيل كولين النيكوتين من نوع العضلات، تقع مواقع الربط أستيل في α وإما ε أو δ واجهة الوحدات الفرعية. أما في مستقبل أسيتيل كولين النيكوتين العصبية، يقع موقع الربط في واجهة α ووحدة فرعية β أو بين اثنين من الوحدات الفرعية α في حالة مستقبلات α7. موقع الربط موجود في المجال خارج الخلية بالقرب من النهاية الأمينية. عندما يرتبط ناهض بالموقع، تخضع جميع الوحدات الفرعية الحالية لتغيير تشكيلي ويتم فتح القناة ويفتح مسام قطره حوالي 0.65 نانومتر.

## فتح القناة
قد توجد مستقبلات الأسِتيل كولين النيكوتينية في حالات مطابقة مختلفة قابلة للتحويل. يؤدي إرتباط ناهض إلى استقرار الحالات المفتوحة إزالة الحساسة. في الظروف الفسيولوجية العادية، يحتاج المستقبل إلى جزيئين بالضبط من أسيتيل كولين ليفتح. يسمح فتح القناة للأيونات موجبة الشحنة بالتحرك عبرها؛ على وجه الخصوص، يدخل الصوديوم إلى الخلية ويخرج البوتاسيوم. التدفق الصافي للأيونات موجبة الشحنة إلى الداخل.
إن مستقبلات أسيتيل كولين النيكوتين هي قناة كاتيون غير انتقائية، مما يعني أن العديد من الأيونات الموجبة الشحنة يمكن أن تعبر من خلالها. يعني أنها تسمح بمرور أيونات الصوديوم وأيونات البوتاسيوم، وبوجود بعض مجموعات الوحدات الفرعية تصبح أيضًا منفذة لأيونات الكالسيوم. كمية الصوديوم والبوتاسيوم التي تسمح بها القنوات من خلال مسامها (موصليتها) تختلف من 50-110 pS، مع الموصلية اعتمادًا على تركيبة الوحدة الفرعية المحددة بالإضافة إلى أيون دائم.
يمكن أن تؤثر العديد من مستقبلات أسيتيل كولين النيكوتين العصبية على إطلاق النواقل العصبية الأخرى. عادة ما تفتح القناة بسرعة وتميل إلى أن تظل مفتوحة حتى ينتشر الناهض، والذي عادة ما يستغرق حوالي 1 مللي ثانية. ومع ذلك، يمكن أن تفتح مستقبلات أسيتيل كولين النيكوتين تلقائيًا بدون روابط مرتبطة أو يمكن أن تغلق تلقائيًا بربط الروابط، ويمكن للطفرات في القناة أن تغير احتمالية حدوث أي من الحدثين. لذلك، يغير ربط أسيتيل كولين احتمال فتح المسام، والذي يزداد كلما زاد ارتباط أسيتيل كولين.
إن مستقبل أسيتيل كولين النيكوتين غير قادر على ربط أسيتيل كولين عند ارتباطه بأي من السموم العصبية ألفا. ترتبط هذه السموم العصبية بشكل عدائي بإحكام وغير تساهمية مع مستقبلات أسيتيل كولين النيكوتين للعضلات الهيكلية وفي الخلايا العصبية، وبالتالي تمنع عمل أسيتيل كولين في الغشاء بعد المشبكي، مما يثبط تدفق الأيونات ويؤدي إلى الشلل والموت. يحتوي مستقبل أسيتيل كولين النيكوتين على موقعين ملزمين للسموم العصبية لسم الثعبان. ثبت أن التقدم نحو اكتشاف ديناميكيات العمل الملزم لهذه المواقع أمر صعب، على الرغم من أن الدراسات الحديثة باستخدام ديناميكيات الوضع العادي قد ساعدت في التنبؤ بطبيعة كل من آليات الربط لسموم الأفعى وأسيتيل كولين إلى مستقبلات أسيتيل كولين النيكوتين. أظهرت هذه الدراسات أن الحركة الشبيهة بالالتواء الناتجة عن ارتباط أسيتيل كولين هي المسؤولة على الأرجح عن فتح المسام، وأن جزيء أو جزيئين من بنغاروتوكسين-أ (أو غيرها من السموم العصبية طويلة السلسلة) تكفي لوقف هذه الحركة. يبدو أن السموم تعمل على ربط الوحدات الفرعية للمستقبلات المجاورة معًا، مما يمنع الالتواء وبالتالي حركة الفتح.

## التأثيرات
تنشيط المستقبلات عن طريق النيكوتين يعدل حالة الخلايا العصبية من خلال آليتين رئيسيتين. من ناحية، تسبب حركة الكاتيونات إزالة الاستقطاب من غشاء البلازما (مما يؤدي إلى إمكانات مثيرة في الخلايا العصبية) مما يؤدي إلى تنشيط قنوات الأيونات ذات بوابات الجهد. من ناحية أخرى، فإن دخول الكالسيوم يعمل إما بشكل مباشر أو غير مباشر على سلاسل مختلفة داخل الخلايا. وهذا يؤدي، على سبيل المثال، إلى تنظيم نشاط بعض الجينات أو إطلاق الناقلات العصبية.

## تنظيم المُستقبل

### إبطال حساسية المُستقبِل
غالبًا ما يؤدي التعرض المطول أو المتكرر للمنبهات إلى انخفاض استجابة هذا المستقبل تجاه المنبه، وهو ما يُطلق عليه إزالة التحسس. يمكن تعديل وظيفة مستقبل أسيتيل كولين النيكوتين عن طريق الفسفرة  عن طريق تنشيط كينازات البروتين المعتمدة على المرسل الثاني. تم إثبات أن بروتين كيناز ألفا وبروتين كيناز ج، بالإضافة إلى كينازات التيروزين، تعمل على فسفرة مستقبل أسيتيل كولين النيكوتين مما يؤدي إلى إزالة تحسسها. تم الإبلاغ عن أنه بعد التعرض الطويل للمستقبل للناهض، يتسبب الناهض نفسه في حدوث تغيير في تكوين المستقبِلات ناتج عن ناهض، مما يؤدي إلى إزالة حساسية المستقبل.

## الأدوار
تنتمي الوحدات الفرعية لمستقبلات النيكوتين إلى عائلة متعددة الجينات (16 عضوًا في البشر) وينتج عن تجميع مجموعات من الوحدات الفرعية عددًا كبيرًا من المستقبلات المختلفة . هذه المستقبلات، ذات الخصائص الحركية والفسيولوجية الكهربية والدوائية شديدة التغير تستجيب للنيكوتين بشكل مختلف، بتركيزات فعالة مختلفة جدًا. يتيح لهم هذا التنوع الوظيفي المشاركة في نوعين رئيسيين من النقل العصبي. يتضمن النقل المتشابك الكلاسيكي (نقل الأسلاك) إطلاق تركيزات عالية من الناقل العصبي، والذي يعمل على المستقبلات المجاورة مباشرة. في المقابل، يتضمن انتقال تأشير النظير الصماوي (النقل الحجمي) نواقل عصبية تطلقها محطات محوار، والتي تنتشر بعد ذلك عبر الوسط خارج الخلية حتى تصل إلى مستقبلاتها، والتي قد تكون بعيدة. يمكن أيضًا العثور على مستقبلات النيكوتين في مواقع متشابكة مختلفة؛ على سبيل المثال، يعمل مستقبل النيكوتين العضلي دائمًا بعد التشابك العصبي. يمكن العثور على الأشكال العصبية للمستقبلات بعد التشابك العصبي (المشاركة في النقل العصبي الكلاسيكي) وقبل التشابك العصبي حيث يمكن أن تؤثر على إطلاق العديد من النواقل العصبية.

## الوحدات الفرعية
في الفقاريات تم تحديد 17 وحدة فرعية لمستقبلات أسيتيل كولين النيكوتين، والتي تنقسم إلى وحدات فرعية من النوع العضلي والنوع العصبي. ومع ذلك، على الرغم من وجود وحدة فرعية أ8 في أنواع الطيور مثل الدجاج، إلا أنها غير موجودة في الأنواع البشرية أو الثدييات.
تم تقسيم الوحدات الفرعية لمستقبلات أسيتيل كولين النيكوتين إلى 4 عائلات فرعية (I-IV) بناءً على أوجه التشابه في تسلسل البروتين. بالإضافة إلى ذلك، تم تقسيم الفصيلة الفرعية الثالثة إلى 3 أنواع.
| النوع العصبي | النوع العصبي | النوع العصبي   | النوع العصبي | النوع العصبي | النوع العضلي    |
| I            | II           | III            | III          | III          | IV              |
| α9، α10      | α7، α8       | 1              | 2            | 3            | α1، β1، δ، γ، ε |
| α9، α10      | α7، α8       | α2، α3، α4، α6 | β2، β4       | β3، α5       | α1، β1، δ، γ، ε |